# Qandeel Baloch

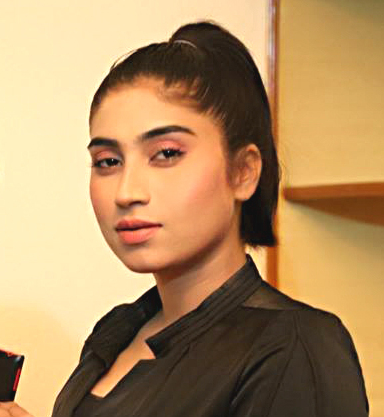
Qandeel Baloch

Qandeel Baloch (Urdu قندیل بلوچ; 1. März 1990 in Dera Ghazi Khan, Punjab; – 15. Juli 2016 in Multan, Punjab) war eine pakistanische Feministin, Aktivistin in Sozialen Netzwerken, Sängerin und Model. Ihr Geburtsname lautete Fouzia Azeem (Urdu: فوزیہ عظیم). Sie wurde in einem „Ehrenmord“ von ihrem Bruder umgebracht. Er wurde 2019 zu lebenslanger Haft verurteilt, drei Jahre später sprach ihn eine Berufungsinstanz aus technischen Gründen frei, dagegen legte die Staatsanwaltschaft Berufung ein.

## Leben
Baloch erlangte ihre Bekanntheit via Facebook, einige ihrer Videos wurden millionenfach abgerufen. Sie trug den Spitznamen Kim Kardashian Pakistans, weil sie diverse Aspekte ihres Privatlebens öffentlich machte und eine Freizügigkeit an den Tag legte, die im Westen selbstverständlich ist, in ihrer Heimat jedoch als unüblich und obszön gilt. Sie nahm an der Castingshow Pakistan Idol teil und zeigte sich in Schwimmbad oder Fitnessstudio, in eng anliegender Kleidung oder mit stark geschminkten Lippen, blickte in die Kamera und fragte ihr Publikum: „Wie sehe ich aus?“, zeigte Selfies mit einem religiösen Führer, Mufti Qavi, und behauptete, sie habe mit ihm während des Ramadans geraucht und getrunken. Ihr Profilbild auf Facebook zeigte sie liegend auf einem Sport-Motorrad. Im muslimisch-konservativen Kreisen Pakistan entfesselte sie Empörung, vielen jüngeren Leuten ihres Heimatlandes galt sie hingegen als kulturelle Ikone und sie schätzten Baloch wegen ihrer offenen Worte. In einem kurz vor ihrem Tod aufgezeichneten Interview kritisierte sie mit harschen Worten die patriarchale Struktur ihres Landes und beschrieb sich selbst als führende Exponentin der Girl Power.
Baloch soll einige Wochen vor ihrem Tod um Polizeischutz gebeten, aber keinen bekommen haben. „Ihre Familie, aber auch konservative Pakistaner, hatten ihr gedroht und ein Ende des „ehrlosen Benehmens“ gefordert.“
Am 16. Juli 2016 wurde Qandeel Baloch im Haus ihrer Eltern durch Erdrosselung ermordet. Kurze Zeit später wurde ihr Bruder Waseem als mutmaßlicher Mörder verhaftet. Er gestand, seine Schwester umgebracht zu haben, da sie Schande über die Familie gebracht habe und er ihretwegen verspottet wurde. Später widerrief er das Geständnis. Im weiteren Verlauf wurden noch ein weiterer Bruder, Aslam, und sechs weitere Männer als mutmaßliche Tatbeteiligte oder Mitwisser verhaftet. Eine siebte gesuchte Person, wohl ein weiterer Bruder, tauchte unter.
Die Provinzregierung des Punjab erklärte des Verbrechen zu einem „Verbrechen gegen die staatliche Ordnung“ und verschloss damit ein juristisches Schlupfloch, nach dem sogenannte Ehrenmorde juristisch strafmildernd behandelt werden können, wenn die Familienangehörigen dem Mörder vergeben – auf diese Weise gehen viele Ehrenmorde in Pakistan straffrei aus. Die Eltern, die anfänglich die Tat Waseems scharf verurteilt und seine Bestrafung gefordert hatten, vergaben später „im Namen Allahs“ den beiden inhaftierten Brüdern – nicht jedoch den weiteren Angeklagten. Das zuständige Gericht in Multan wies ihren Antrag auf Freilassung der Söhne jedoch am 22. August 2019 ab.
Im September 2019 wurde ihr Bruder zu lebenslanger Haft verurteilt, im Februar 2022 sprach ihn eine Berufungsinstanz frei, nachdem ein Richter entschieden hatte, dass es sich bei dem Verbrechen nicht um einen Ehrenmord handelte, so dass die Mutter im Einklang mit den anderen pakistanischen Gesetzen über Mord weiterhin seine Freiheit gewähren durfte. Der Staatsanwalt reichte Berufung gegen den Freispruch ein, da dieser „auf bloßen Vermutungen und technischen Gründen beruhte“.
Qandeel Baloch war geschieden und hatte einen Sohn.

## Dokumentation
- Qandeel Baloch: Why has no one yet been convicted of her murder? BBC Stories, 2019 (Video, 33 min).